# 71è Festival Internacional de Cinema de Berlín
La Berlinale 2021, 71 edició del Festival Internacional de Cinema de Berlín (71. Internationalen Filmfestspiele Berlin), va tenir lloc de l'1 de març al 5 de març de 2021.

## Progrés i aspectes destacats
A causa de la pandèmia de COVID-19, el 18 de desembre de 2020 s'anuncia que tindrà lloc una competició en línia i l'atorgament de premis al març i que s'organitzaran projeccions obertes al públic als cinemes i a l'aire lliure.
L'1 de febrer de 2021, s'anuncia el jurat de la 71 edició de la Berlinale. Està format per sis directors, que ja han rebut l'Os d'Or. Per tant, no hi haurà president del jurat. Destacar la directora Ildikó Enyedi ja havia format part del jurat durant la Berlinale 1992.
El 5 de març, es presenta la llista de premis: l'Os d'Or va per la pel·lícula romanesa Bad Luck Banging or Loony Porn de Radu Jude, el Gran Premi del Jurat a la pel·lícula japonesa Wheel of Fortune and Fantasy de Ryūsuke Hamaguchi i l'Os de Plata al millor director pel director hongarès Dénes Nagy per Natural Light.

## Jurats

### Jurat internacional
- Mohammad Rasoulof, Os d'Or l'any 2020 per al Diable no existeix, realitzador, guionista, productor i muntador  Iran
- Nadav Lapid, Os d'Or l'any 2019 per a Sinònims, realitzador, guionista, escriptor, crític literari i periodista  Israel
- Adina Pintilie, Os d'Or l'any 2018 per a Touch Me Not, realitzadora i guionista  Romania
- Ildikó Enyedi, Os d'Or l'any 2017 per a Cos i Ànima, realitzadora i guionista  Hongria
- Gianfranco Rosi, Os d'Or l'any 2016 per a Fuocoammare, realitzador i documentalista  Itàlia
- Jasmila Žbanić, Os d'Or l'any 2006 per a Sarajevo, mon amour, realitzadora, actriu, guionista i productora  Bòsnia i Hercegovina

### Altres jurats

#### Jury Encounters
- Florence Almonzini, programadora de festivals  França
- Cecilia Barronuevo, directora artística  Argentina
- Diedrich Diederichsen, editor i editor literari  Alemanya

#### Jurat internacional de curtmetratges
- Basim Magdy, artista  Egipte
- Christine A. Maier, directora de fotografia  Àustria
- Sebastian Urzendowsky, actor  Alemanya

#### Jury Generations
- Jella Haase, actriu  Alemanya
- Mees Peijnenburg, director  Països Baixos
- Melanie Waelde, directora i guionista  Alemanya

## Seleccions

### En competició
La selecció oficial en competició es compon de 15 films
| Títol                                                                         | Direcció                            | País           | Repartiment                                                                                        |
| ----------------------------------------------------------------------------- | ----------------------------------- | -------------- | -------------------------------------------------------------------------------------------------- |
| Albatros                                                                      | Xavier Beauvois                     | França         | Jérémie Renier, Marie-Julie Maille, Victor Belmondo                                                |
| Bad Luck Banging or Loony Porn (Babardeală cu buclucsau porno balamuc)        | Radu Jude                           | Romania        | Katia Pascariu, Claudia Ieremia, Olimpia Mălai                                                     |
| Fabian - Going to the Dogs (Fabian oder Der Gang vor die Hunde)               | Dominik Graf                        | Alemanya       | Tom Schilling, Saskia Rosendahl, Albrecht Schuch                                                   |
| El perdó (Ghasideyeh gave sefid)                                              | Behtash Sanaeeha, Maryam Moqadam    | Iran           | Maryam Moghaddam, Alireza Sanifar                                                                  |
| Wheel of Fortune and Fantasy (Gūzen to sōzō)                                  | Ryūsuke Hamaguchi                   | Japó           | Kotone Furukawa, Kiyohiko Shibukawa, Fusako Urabe                                                  |
| Mr Bachmann and His Class (Herr Bachmann und seine Klasse)                    | Maria Speth                         | Alemanya       | Documental                                                                                         |
| I'm Your Man (Ich bin dein Mensch)                                            | Maria Schrader                      | Alemanya       | Maren Eggert, Dan Stevens, Sandra Hüller                                                           |
| Introduction (Inteurodeoksyeon)                                               | Hong Sang-soo                       | Corea del Sud  | Shin Seok-ho, Park Mi-so, Kim Min-hee                                                              |
| Memory Box                                                                    | Joana Hadjithomas et Khalil Joreige | Líban França   | Rim Turki, Manal Issa, Paloma Vauthier                                                             |
| Next Door (Nebenan)                                                           | Daniel Brühl                        | Alemanya       | Daniel Brühl, Peter Kurth                                                                          |
| Petite Maman                                                                  | Céline Sciamma                      | França         | Joséphine Sanz, Gabrielle Sanz, Nina Meurisse                                                      |
| What Do We See When We Look at the Sky? (Ras vkhedavt, rodesac cas vukurebt?) | Alexandre Koberidze                 | Geòrgia        | Ani Karseladze, Giorgi Bochorishvili, Vakhtang Fanchulidze                                         |
| Forest - I See You Everywhere (Rengeteg - mindenhol látlak)                   | Benedek Fliegauf                    | Hongria        | Laura Podlovics, István Lénárt, Lilla Kizlinger, Zsolt Végh, László Cziffer, Juli Jakab, Ági Gubík |
| Natural Light (Természetes fény)                                              | Dénes Nagy                          | Hongria        | Ferenc Szabó, Tamás Garbacz, László Bajkó                                                          |
| A Cop Movie (Una película de policías)                                        | Alonso Ruizpalacios                 | Mèxic Alemanya | Documental                                                                                         |

### Berlinale Special
| Títol                       | Direcció                 | País              | Repartiment                                                       |
| --------------------------- | ------------------------ | ----------------- | ----------------------------------------------------------------- |
| Best Sellers                | Lina Roessler            | Canadà Regne Unit | Michael Caine, Aubrey Plaza                                       |
| Courage                     | Aliaksei Paluyan         | Alemanya          | Documental                                                        |
| French Exit                 | Azazel Jacobs            | Canadà Irlanda    | Michelle Pfeiffer, Lucas Hedges, Valerie Mahaffey, Imogen Poots   |
| Je suis Karl                | Christian Schwochow      | Alemanya          | Luna Wedler, Jannis Niewöhner, Milan Peschel                      |
| Language Lessons            | Natalie Morales          | Estats Units      | Natalie Morales, Mark Duplass, Desean Terry                       |
| Limbo                       | Soi Cheang               | Hong Kong         | Gordon Lam, Liu Cya, Mason Lee, Hiroyuki Ikeuchi                  |
| The Mauritanian             | Kevin McDonald           | Regne Unit        | Jodie Foster, Tahar Rahim, Shailene Woodley, Benedict Cumberbatch |
| For Lucio (Per Lucio)       | Pietro Marcello          | Itàlia            | Documental                                                        |
| Tides                       | Tim Fehlbaum             | Alemanya Suïssa   | Nora Arnezeder, Iain Glen, Sarah-Sofie Boussnina                  |
| Tina                        | Dan Lindsay, T.J. Martin | Estats Units      | Documental                                                        |
| Who We Were (Wer wir waren) | Marc Bauder              | Alemanya          | Documental                                                        |

### Panorama

#### Pel·lícules de ficció
| Títol                                        | Direcció                | País         | Repartiment                                                                                        |
| -------------------------------------------- | ----------------------- | ------------ | -------------------------------------------------------------------------------------------------- |
| Censor                                       | Prano Bailey-Bond       | Regne Unit   | Niamh Algar, Michael Smiley, Nicholas Burns, Vincent Franklin, Sophia La Porta, Adrian Schiller    |
| Death of a Virgin, and the Sin of Not Living | George Peter Barbari    | Líban        | Etienne Assal, Adnan Khabbaz, Jean Paul Frangieh, Elias Saad, Feyrouz Abi Hassan, Souraya Baghdadi |
| Bliss (Glück)                                | Henrika Kull            | Alemanya     | Katharina Behrens, Adam Hoya, Nele Kayenberg, Jean-Luc Bubert                                      |
| Celts (Kelti)                                | Milica Tomović          | Sèrbia       | Dubravka Kovjanić, Stefan Trifunović, Katarina Dimić, Anja Đorđević                                |
| Human Factors (Der menschliche Faktor)       | Ronny Trocker           | Alemanya     | Mark Waschke, Sabine Timoteo, Jule Hermann, Wanja Valentin Kube                                    |
| All Eyes Off Me (Mishehu Yohav Mishehu)      | Hadas Ben Aroya         | Israel       | Elisheva Weil, Yoav Hait, Leib Lev Levin, Hadar Katz                                               |
| Le monde après nous                          | Louda Ben Salah-Cazanas | França       | Aurélien Gabrielli, Louise Chevillotte, Saadia Bentaïeb, Jacques Nolot                             |
| Night Raiders                                | Danis Goulet            | Canadà       | Elle-Máijá Tailfeathers, Brooklyn Letexier-Hart, Alex Tarrant, Amanda Plummer                      |
| Brother's Keeper (Okul Tıraşı)               | Ferit Karahan           | Turquia      | Samet Yıldız, Ekin Koç, Mahir İpek, Melih Selçuk, Cansu Fırıncı, Nurullah Alaca                    |
| Souad                                        | Ayten Amin              | Egipte       | Bassant Ahmed, Basmala Elghaiesh, Hussein Ghanem                                                   |
| Ted K                                        | Tony Stone              | Estats Units | Sharlto Copley                                                                                     |
| Théo et les métamorphoses                    | Damien Odoul            | França       | Théo Kermel, Pierre Meunier, Élia Sulem, Louise Morin, Ayumi Roux                                  |
| Copilot (Die Welt wird eine andere sein)     | Anna Zohra Berrached    | Alemanya     | Canan Kir, Roger Azar, Özay Fecht, Jana Julia Roth, Ceci Chuh, Nicolas Chaoui                      |
| A Balance (Yuko No Tenbin)                   | Yujiro Harumoto         | Japó         | Kumi Takiuchi, Ken Mitsuishi, Masahiro Umeda, Yuumi Kawai                                          |

#### Documentals
| Títol                               | Direcció              | País                   |
| ----------------------------------- | --------------------- | ---------------------- |
| Dirty Feathers                      | Carlos Alfonso Corral | Estats Units Mèxic     |
| Genderation                         | Monika Treut          | Alemanya               |
| Miguel's War                        | Eliane Raheb          | Líban Alemanya Espanya |
| North by Current                    | Angelo Madsen Minax   | Estats Units           |
| The Last Forest (A Última Floresta) | Luiz Bolognesi        | Brasil                 |

## Palmarès

### Competició oficial
| Premi                                          | Assignat a                                                                          | País           |
| ---------------------------------------------- | ----------------------------------------------------------------------------------- | -------------- |
| Os d'Or                                        | Bad Luck Banging or Loony Porn (Babardeală cu buclucsau porno balamuc) de Radu Jude | Romania        |
| Gran premi del jurat                           | Roda de la Fortuna i la Fantasia (Guzen to sozo) de Ryūsuke Hamaguchi               | Japó           |
| Premi del jurat                                | El senyor Bachmann i la seva classe (Herr Bachmann und seine Klasse) de Maria Speth | Alemanya       |
| Os de Plata a la millor direcció               | Llum natural (Természetes fény) de Dénes Nagy                                       | Hongria        |
| Os de Plata a la millor interpretació femenina | Maren Eggert a Sóc el teu home (Ich bin dein Mensch)                                | Alemanya       |
| Os de plata al millor actor secundari          | Lilla Kizlinger a Forest - I See You Everywhere (Rengeteg - mindenhol látlak)       | Hongria        |
| Os de Plata al millor guió                     | Hong Sang-soo per a Introduction (Inteurodeoksyeon)                                 | Corea del Sud  |
| Os de plata a la millor contribució artística  | Yibrán Asuad (Muntatge) per a A Cop Movie (Una pel·lícula de polítiques)            | Mèxic Alemanya |

### Selecció Encounters
- Millor pel·lícula : Nosaltres d'Alice Diop
- Premi especial del jurat : Taste (Vị) de Lê Bảo
- Millor director : Denis Côté per Hygiène sociale / Ramon Zürcher i Silvan Zürcher per The Girl and the Spider (Das Mädchen und die Spinne) (ex-aequo)
- Menció especial : Rock Bottom Riser de Fern Silva